# Chirita neoforbesii
Chirita neoforbesii är en tvåhjärtbladig växtart som beskrevs av Olive Mary Hilliard. Chirita neoforbesii ingår i släktet Chirita och familjen Gesneriaceae. Inga underarter finns listade i Catalogue of Life.